# Ушівська криниця (пам'ятка природи)
У́шівська крини́ця — гідрологічна пам'ятка природи місцевого значення в Україні. Розташована в межах Новгород-Сіверського району Чернігівської області, за 1 км. на схід від села Ушівка. 
Площа 0,01 га. Статус присвоєно згідно з рішенням Чернігівського облвиконкому від 27.04.1964 року № 236; рішення від 10.06.1972 року № 303; рішення від 27.12.1984 року № 454; рішення від 28.08.1989 року № 164. Перебуває у віданні: Об'єднанська сільська рада. 
Статус присвоєно для збереження кількох потужних джерел питної води, які утворюють невелике озерце, що з'єднується з річкою Лоска.